# John Hartson
John Hartson (Swansea, 5 aprile 1975) è un ex calciatore gallese, di ruolo attaccante.

## Carriera

### Club
La sua carriera cominciò nel 1992 nelle giovanili del Luton Town F.C. da dove fu prelevato dall'Arsenal nel gennaio 1995 per 2,5 milioni di sterline. Fu, insieme a Chris Kiwomya, uno degli ultimi acquisti di George Graham prima dell'esonero in febbraio. Debuttò con i Gunners il 14 gennaio 1995 ricoprendo un posto da titolare in quella prima stagione, di cui momento culmine fu il gol del momentaneo pareggio siglato ai danni del Real Saragozza al settantasettesimo minuto nella finale di Coppa delle Coppe, poi persa per 2-1.
Con l'acquisto di Dennis Bergkamp, preferito come partner d'attacco dell'allora inamovibile Ian Wright, Hartson comparve sempre meno nell'undici titolare di Bruce Rioch prima e del successore Arsène Wenger poi. Con l'intenzione di acquisire Anelka all'inizio del 1997, Wenger fece chiaramente capire che Hartson era in soprannumero e fu perciò venduto al West Ham United per la cifra di 3,2 milioni di sterline. Durante il periodo all'Arsenal collezionò 70 presenze (15 partendo dalla panchina) e 17 gol.
Con la maglia del West Ham segnò 33 goal in 73 apparizioni. Nel 1999, durante un allenamento, fu protagonista di un episodio increscioso. Colpì con un calcio in volto il compagno di squadra Eyal Berkovic in seguito ad un tackle particolarmente duro, mentre il tutto veniva ripreso dalle telecamere della televisione. Venne multato per l'incidente e ceduto al Wimbledon.
Prima di passare al Celtic Football Club per la cifra di 6 milioni di sterline, ebbe anche una breve parentesi al Coventry City F.C. Nella Scottish Premier League ben presto divenne uno degli attaccanti più temuti. Nel marzo 2004 dovette però fermarsi per la restante parte della stagione causa intervento chirurgico alla schiena.
Nell'aprile 2005 vinse il premio di Giocatore dell'anno della SPFA insieme a Fernando Ricksen.
Il 5 aprile 2006, giorno del suo compleanno, Hartson segnò il gol decisivo contro gli Hearts che garantì il titolo al suo Celtic. Il 26 giugno Hartson siglò un contratto biennale con il West Bromwich Albion F.C. Mise a segno una doppietta nella partita d'esordio, il 2-0 ai danni dello Hull City, il 5 agosto 2006.
Il 31 agosto 2007 il Times riportò la notizia che John Hartson aveva accettato il prestito al Nottingham Forest F.C., squadra di League One. Mercoledì 5 settembre 2007 il Western Mail riportò che Hartson aveva rifiutato il passaggio al Nottingham, preferendo invece la destinazione Swansea City, squadra della sua città natale. Subito arrivò la smentita da parte del club Gallese su una possibile firma del giocatore.
Nell'ottobre 2007 Hartson si unì al Norwich City F.C. con la formula del prestito mensile. Benché i canarini avessero il diritto di esercitare un'opzione per l'estensione del prestito fino al 31 dicembre, il nuovo manager Glenn Roeder decise di non usufruirne.
Hartson, tornato al West Browmich, rifiutò poi un'offerta di prestito da parte del Chester City.
A seguito del ritiro avvenuto nel febbraio 2008, ha fatto il commentatore televisivo ed ha pubblicato un'autobiografia.
Nel 2009 gli è stato diagnosticato un tumore al cervello.

### Nazionale
Hartson vanta 51 presenze con la nazionale gallese, con cui ha segnato 14 reti. Ritiratosi dal calcio internazionale ad inizio 2006, dichiarò successivamente che sarebbe tornato sui suoi passi in caso la nazionale ne avesse fatto richiesta.
Detiene anche un record per la nazionale del Galles Under-21, essendo uno dei quattro calciatori capaci di aver realizzato una tripletta.

## Controversie
Hartson sarà sempre ricordato non solo per le qualità realizzative ma anche per la sua fama di "duro". Durante la carriera molti furono i momenti chiacchierati, il maggiore dei quali ebbe vita durante il suo periodo di permanenza al West Ham in quanto (durante un allenamento) colpì con un calcio al volto il suo compagno di squadra israeliano Eyal Berkovic, dopo che questi aveva colpito la sua gamba con un pugno, in seguito ad un tackle eccessivo. Molte furono anche le espulsioni ricevute in carriera; degna di menzione quella rimediata verso la fine di un Old Firm, quando fu mandato fuori insieme al compagno di squadra Johan Mjällby e l'avversario Fernando Ricksen per comportamento violento, nonostante fosse completamente innocente.
Hartson fu accusato dai giornali di aver intonato canzoni a favore dell'esercito repubblicano irlandese con l'allora compagno Stephen Pearson. Una successiva inchiesta evidenziò come i due avessero cantato The Fields of Athenry accompagnando un coro già partito dagli spalti.

## Statistiche

### Cronologia presenze e reti in nazionale
| Cronologia completa delle presenze e delle reti in nazionale ― Galles | Cronologia completa delle presenze e delle reti in nazionale ― Galles | Cronologia completa delle presenze e delle reti in nazionale ― Galles | Cronologia completa delle presenze e delle reti in nazionale ― Galles | Cronologia completa delle presenze e delle reti in nazionale ― Galles | Cronologia completa delle presenze e delle reti in nazionale ― Galles | Cronologia completa delle presenze e delle reti in nazionale ― Galles | Cronologia completa delle presenze e delle reti in nazionale ― Galles |
| Data                                                                  | Città                                                                 | In casa                                                               | Risultato                                                             | Ospiti                                                                | Competizione                                                          | Reti                                                                  | Note                                                                  |
| --------------------------------------------------------------------- | --------------------------------------------------------------------- | --------------------------------------------------------------------- | --------------------------------------------------------------------- | --------------------------------------------------------------------- | --------------------------------------------------------------------- | --------------------------------------------------------------------- | --------------------------------------------------------------------- |
| 29-3-1995                                                             | Sofia                                                                 | Bulgaria                                                              | 3 – 1                                                                 | Galles                                                                | Qual. Euro 1996                                                       | -                                                                     | 8’                                                                    |
| 26-4-1995                                                             | Düsseldorf                                                            | Germania                                                              | 1 – 1                                                                 | Galles                                                                | Qual. Euro 1996                                                       | -                                                                     | 89’                                                                   |
| 7-6-1995                                                              | Cardiff                                                               | Galles                                                                | 1 – 0                                                                 | Georgia                                                               | Qual. Euro 1996                                                       | -                                                                     | 84’                                                                   |
| 6-9-1995                                                              | Swansea                                                               | Galles                                                                | 1 – 0                                                                 | Moldavia                                                              | Amichevole                                                            | -                                                                     | 67’                                                                   |
| 24-4-1996                                                             | Ginevra                                                               | Svizzera                                                              | 2 – 0                                                                 | Galles                                                                | Amichevole                                                            | -                                                                     |                                                                       |
| 9-11-1996                                                             | Eindhoven                                                             | Paesi Bassi                                                           | 7 – 1                                                                 | Galles                                                                | Qual. Mondiali 1998                                                   | -                                                                     | 66’                                                                   |
| 14-12-1996                                                            | Cardiff                                                               | Galles                                                                | 0 – 0                                                                 | Turchia                                                               | Qual. Mondiali 1998                                                   | -                                                                     | 81’                                                                   |
| 11-2-1997                                                             | Cardiff                                                               | Galles                                                                | 0 – 0                                                                 | Irlanda                                                               | Amichevole                                                            | -                                                                     | 69’                                                                   |
| 29-3-1997                                                             | Cardiff                                                               | Galles                                                                | 1 – 2                                                                 | Belgio                                                                | Qual. Mondiali 1998                                                   | -                                                                     | 65’                                                                   |
| 27-5-1997                                                             | Kilmarnock                                                            | Scozia                                                                | 0 – 1                                                                 | Galles                                                                | Amichevole                                                            | 1                                                                     | 71’                                                                   |
| 11-10-1997                                                            | Bruxelles                                                             | Belgio                                                                | 3 – 2                                                                 | Galles                                                                | Qual. Mondiali 1998                                                   | -                                                                     | 84’                                                                   |
| 25-3-1998                                                             | Cardiff                                                               | Galles                                                                | 0 – 0                                                                 | Giamaica                                                              | Amichevole                                                            | -                                                                     | 77’                                                                   |
| 3-6-1998                                                              | Ta' Qali                                                              | Malta                                                                 | 0 – 3                                                                 | Galles                                                                | Amichevole                                                            | 1                                                                     | 72’                                                                   |
| 6-6-1998                                                              | Tunisi                                                                | Tunisia                                                               | 4 – 0                                                                 | Galles                                                                | Amichevole                                                            | -                                                                     | 60’                                                                   |
| 31-3-1999                                                             | Zurigo                                                                | Svizzera                                                              | 2 – 0                                                                 | Galles                                                                | Qual. Euro 2000                                                       | -                                                                     | 64’                                                                   |
| 5-6-1999                                                              | Bologna                                                               | Italia                                                                | 4 – 0                                                                 | Galles                                                                | Qual. Euro 2000                                                       | -                                                                     | 46’                                                                   |
| 9-6-1999                                                              | Liverpool                                                             | Galles                                                                | 0 – 2                                                                 | Danimarca                                                             | Qual. Euro 2000                                                       | -                                                                     | 30’ 87’                                                               |
| 9-10-1999                                                             | Wrexham                                                               | Galles                                                                | 0 – 2                                                                 | Svizzera                                                              | Qual. Euro 2000                                                       | -                                                                     | 67’                                                                   |
| 7-10-2000                                                             | Cardiff                                                               | Galles                                                                | 1 – 1                                                                 | Norvegia                                                              | Qual. Mondiali 2002                                                   | -                                                                     | 87’                                                                   |
| 11-10-2000                                                            | Bydgoszcz                                                             | Polonia                                                               | 0 – 0                                                                 | Galles                                                                | Qual. Mondiali 2002                                                   | -                                                                     | 52’ 74’                                                               |
| 24-3-2001                                                             | Erevan                                                                | Armenia                                                               | 2 – 2                                                                 | Galles                                                                | Qual. Mondiali 2002                                                   | 2                                                                     | 80’                                                                   |
| 28-3-2001                                                             | Cardiff                                                               | Galles                                                                | 1 – 1                                                                 | Ucraina                                                               | Qual. Mondiali 2002                                                   | 1                                                                     | 69’                                                                   |
| 2-6-2001                                                              | Cardiff                                                               | Galles                                                                | 1 – 2                                                                 | Polonia                                                               | Qual. Mondiali 2002                                                   | -                                                                     |                                                                       |
| 6-6-2001                                                              | Donec'k                                                               | Ucraina                                                               | 1 – 1                                                                 | Galles                                                                | Qual. Mondiali 2002                                                   | -                                                                     | 88’                                                                   |
| 5-9-2001                                                              | Oslo                                                                  | Norvegia                                                              | 3 – 2                                                                 | Galles                                                                | Qual. Mondiali 2002                                                   | -                                                                     | 83’                                                                   |
| 6-10-2001                                                             | Cardiff                                                               | Galles                                                                | 1 – 0                                                                 | Bielorussia                                                           | Qual. Mondiali 2002                                                   | 1                                                                     | 90+2’                                                                 |
| 13-2-2002                                                             | Cardiff                                                               | Galles                                                                | 1 – 1                                                                 | Argentina                                                             | Amichevole                                                            | -                                                                     | 60’                                                                   |
| 27-3-2002                                                             | Cardiff                                                               | Galles                                                                | 0 – 0                                                                 | Rep. Ceca                                                             | Amichevole                                                            | -                                                                     | 73’                                                                   |
| 14-5-2002                                                             | Wrexham                                                               | Galles                                                                | 1 – 0                                                                 | Germania                                                              | Amichevole                                                            | -                                                                     |                                                                       |
| 21-8-2002                                                             | Varaždin                                                              | Croazia                                                               | 1 – 1                                                                 | Galles                                                                | Amichevole                                                            | -                                                                     | 60’                                                                   |
| 7-9-2002                                                              | Helsinki                                                              | Finlandia                                                             | 0 – 2                                                                 | Galles                                                                | Qual. Euro 2004                                                       | 1                                                                     |                                                                       |
| 16-10-2002                                                            | Cardiff                                                               | Galles                                                                | 2 – 1                                                                 | Italia                                                                | Qual. Euro 2004                                                       | -                                                                     |                                                                       |
| 20-11-2002                                                            | Baku                                                                  | Azerbaigian                                                           | 0 – 2                                                                 | Galles                                                                | Qual. Euro 2004                                                       | 1                                                                     | 71’                                                                   |
| 12-2-2003                                                             | Cardiff                                                               | Galles                                                                | 2 – 2                                                                 | Bosnia ed Erzegovina                                                  | Amichevole                                                            | 1                                                                     | 81’                                                                   |
| 29-3-2003                                                             | Cardiff                                                               | Galles                                                                | 4 – 0                                                                 | Azerbaigian                                                           | Qual. Euro 2004                                                       | 1                                                                     |                                                                       |
| 6-9-2003                                                              | Milano                                                                | Italia                                                                | 4 – 0                                                                 | Galles                                                                | Qual. Euro 2004                                                       | -                                                                     | 82’                                                                   |
| 10-9-2003                                                             | Cardiff                                                               | Galles                                                                | 1 – 1                                                                 | Finlandia                                                             | Qual. Euro 2004                                                       | -                                                                     | 82’                                                                   |
| 11-10-2003                                                            | Cardiff                                                               | Galles                                                                | 2 – 3                                                                 | Serbia e Montenegro                                                   | Qual. Euro 2004                                                       | 1                                                                     | 86’                                                                   |
| 15-11-2003                                                            | Mosca                                                                 | Russia                                                                | 0 – 0                                                                 | Galles                                                                | Qual. Euro 2004                                                       | -                                                                     | 83’                                                                   |
| 19-11-2003                                                            | Cardiff                                                               | Galles                                                                | 0 – 1                                                                 | Russia                                                                | Qual. Euro 2004                                                       | -                                                                     |                                                                       |
| 18-8-2004                                                             | Riga                                                                  | Lettonia                                                              | 0 – 2                                                                 | Galles                                                                | Amichevole                                                            | 1                                                                     | 86’                                                                   |
| 4-9-2004                                                              | Baku                                                                  | Azerbaigian                                                           | 1 – 1                                                                 | Galles                                                                | Qual. Mondiali 2006                                                   | -                                                                     |                                                                       |
| 8-9-2004                                                              | Cardiff                                                               | Galles                                                                | 2 – 2                                                                 | Irlanda del Nord                                                      | Qual. Mondiali 2006                                                   | 1                                                                     | 45’                                                                   |
| 9-10-2004                                                             | Manchester                                                            | Inghilterra                                                           | 2 – 0                                                                 | Galles                                                                | Qual. Mondiali 2006                                                   | -                                                                     |                                                                       |
| 13-10-2004                                                            | Cardiff                                                               | Galles                                                                | 2 – 3                                                                 | Polonia                                                               | Qual. Mondiali 2006                                                   | 1                                                                     | 79’                                                                   |
| 26-3-2005                                                             | Wrexham                                                               | Galles                                                                | 0 – 2                                                                 | Austria                                                               | Qual. Mondiali 2006                                                   | -                                                                     |                                                                       |
| 17-8-2005                                                             | Cardiff                                                               | Galles                                                                | 0 – 0                                                                 | Slovenia                                                              | Amichevole                                                            | -                                                                     | cap. 14’                                                              |
| 3-9-2005                                                              | Cardiff                                                               | Galles                                                                | 0 – 1                                                                 | Inghilterra                                                           | Qual. Mondiali 2006                                                   | -                                                                     | 39’                                                                   |
| 8-10-2005                                                             | Belfast                                                               | Irlanda del Nord                                                      | 2 – 3                                                                 | Galles                                                                | Qual. Mondiali 2006                                                   | -                                                                     |                                                                       |
| 12-10-2005                                                            | Cardiff                                                               | Galles                                                                | 2 – 0                                                                 | Azerbaigian                                                           | Qual. Mondiali 2006                                                   | -                                                                     |                                                                       |
| 16-11-2005                                                            | Limassol                                                              | Cipro                                                                 | 1 – 0                                                                 | Galles                                                                | Amichevole                                                            | -                                                                     |                                                                       |
| Totale                                                                |                                                                       | Presenze                                                              | 51                                                                    |                                                                       | Reti                                                                  | 14                                                                    |                                                                       |

## Palmarès

### Club
- Campionato scozzese: 3

Celtic: 2001-2002, 2003-2004, 2005-2006
- Coppa di Scozia: 2

Celtic: 2003-2004, 2004-2005

### Individuale
- Capocannoniere della Football League Cup: 1

1997-1998 (6 gol)
- Calciatore gallese dell'anno: 3

1998, 2001, 2003
- Giocatore dell'anno della SFWA: 1

2005
- Giocatore dell'anno della SPFA: 1

2005